# Hochwasserrückhaltebecken Christental
Das Hochwasserrückhaltebecken Christental liegt im Landkreis Göppingen in Baden-Württemberg und wird – wie die Hochwasserrückhaltebecken Herrenbach und Simonsbach – vom Wasserverband Fils betrieben.
Der gestaute Schwarzwiesenbach ist ein Nebenfluss der Lauter im Einzugsgebiet der Fils.
Das Christental liegt im Stauferland bei Lauterstein nördlich des Stadtteils Nenningen; es wurde angeblich nach einer fiktiven Schlacht zwischen Heiden und Christen benannt, die man seit der Zeit um 1800 – einer Fiktion des Chronisten Thomas Lirer folgend – hier lokalisiert. Der Stausee liegt im Unterraum Kaltes Feld, einem Teil der Albuch-Randhöhen im Naturraum Albuch und Härtsfeld in der östlichen Schwäbischen Alb.
Der Schwarzwiesenbach im Christental führt im Mittel 20 Liter pro Sekunde Wasser. Zum Schutz vor Hochwasser wurde 1978/79 das Hochwasserrückhaltebecken gebaut. Der Stausee mit einer Dauerstaufläche von 1,3 ha und einem Wasserspiegel in Höhe von 502 m ü. NHN ist ein lohnendes Ziel von Wanderern und Naherholungssuchenden inmitten eines Naturschutzgebietes. 
Der 18 m hohe und 220 m lange Staudamm wurde aus Bodenmaterial errichtet. Die Größe des Speicherraums beträgt 262.000 Kubikmeter; in einer anderen Quelle wird der Hochwasserschutzraum mit 168.000 Kubikmetern angegeben.